# Pristimantis marcoreyesi
Espèce
Pristimantis marcoreyesi est une espèce d'amphibiens de la famille des Craugastoridae.

## Répartition
Cette espèce est endémique de la province de Tungurahua en Équateur. Elle se rencontre entre 2 400 et 3 131 m d'altitude dans le bassin supérieur du río Pastaza.

## Description
Les 14 spécimens adultes mâles observés lors de la description originale mesurent entre 13,6 mm et 22,2 mm de longueur standard et les 6 spécimens adultes femelles observés lors de la description originale mesurent entre 24,84 mm et 30,81 mm de longueur standard.

## Étymologie
Cette espèce est nommée en l'honneur de Marco Miguel Reyes-Puig.

## Publication originale
- Reyes-Puig, Reyes-Puig, Rámirez-Jaramillo, Pérez-L. & Yánez-Munoz, 2015 "2014" : Tres nuevas especies de ranas terrestres Pristimantis (Anura: Craugastoridae) de la cuenca alta del Río Pastaza, Ecuador/Three new species of terrestrial frogs Pristimantis (Anura: Craugastoridae) from the upper basin of the Pastaza River, Ecuador. Avances en Ciencias e Ingenieras, Quito, Seccion B, vol. 6, p. 51–62 (texte intégral).